# Oláh Gábor úti Stadion
Das Oláh Gábor úti Stadion ist ein Fußballstadion in Debrecen, Ungarn. Momentan wird es hauptsächlich für Fußball-Spiele genutzt. Im Stadion finden 10.200 Zuschauer Platz. 
1993 stieg der Debreceni Vasutas SC in die höchste Fußballliga Ungarns, der Nemzeti Bajnokság, auf. Da das alte Nagyerdei-Stadion von 1934 nicht mehr den Anforderungen entsprach, wich der DVSC in das Oláh Gábor úti Stadion aus.
Nachdem der Umbau des Nagyerdei-Stadion im Mai 2014 vollendet war, zog der Debreceni VSC nach mehr als zwanzig Jahren in die frühere Heimstätte zurück.